# バナナドリーム
「バナナドリーム」(英: Cheers Then、チアーズ・ゼン）は、イギリスのガール・グループであるバナナラマが発売した楽曲。1983年のデビュー・アルバム『キューティー・ハート』に収録されており、アルバム発売の数か月前の1982年11月に3枚目のシングルとしてリリースされた。この曲はバナナラマのメンバーによって作詞作曲され、彼女たちにとって初めてのバラードだった。
それまでのシングルが3曲続けてトップ10入りしていたが、「バナナドリーム」は全英シングルチャートで45位という不本意な結果に終わった。ファーイは1986年のインタビューで「バナナドリームが商業的に失敗した後、私たちは自分たちのキャリアについて真剣に考えるようになった。それまですべてのグループがレコードを発売したらチャートのトップに躍り出ると思っていたから、この結果は私たちを現実に引き戻すことになった」と語った。
そういった売り上げ結果に反して、この曲は批評家から彼女たちの名曲の中の中の一曲として考えられている。イギリスでの次作として発売されたスチーム (バンド)のカヴァー曲「キスしてグッバイ」が売れたことにより商業的失敗は一時的なものに抑えられた。
B面として収録されている「ガール・アバウト・タウン」は2007年の『キューティー・ハート』の再発にボーナス・トラックとして加えられるまで長い間未CD化だった。このヴァージョンは少し長いヴァージョンであり、間奏に入る前に4小節付け加えられている。

## ミュージック・ビデオ
ビデオはキース・マクミランによって監督され、『サウンド・オブ・ミュージック』を再現している。ザルツブルクで撮影されたビデオで彼女たちは様々な映画の中のシーンに挑戦した。

## ヴァージョン
7" レコード
London Records NANA 3
1. "Cheers Then"  3:29
2. "Girl About Town"  3:10

12" レコード
London Records NANX 3
1. "Cheers Then" (Extended Version)  5:19
2. "Girl About Town" (Extended Version)  5:31
S. Dallin/S. Fahey/K. Woodward

## チャート成績
| チャート (1982)      | 最高 位 |
| -------------------- | ------- |
| 全英シングルチャート | 45      |